# Lorena Colmenares
Pour les articles homonymes, voir Colmenares.
Yenny Lorena Colmenares Colmenares, née le 15 février 1991 à Duitama, est une coureuse cycliste colombienne. Championne de Colombie sur piste à plusieurs reprises, elle a été médaillée lors de compétitions continentales (championnats panaméricains, Jeux d'Amérique centrale et des Caraïbes, Jeux bolivariens, Jeux sud-américains). Sur route, se détache la saison 2021 avec son titre national et sa victoire au Tour du Guatemala.

## Palmarès sur route
- 2009
  -  Championne de Colombie sur route juniors
- 2010
  - Vuelta a Cundinamarca
- 2011
  - 2e du championnat de Colombie sur route
- 2014
  - 2e de la Vuelta a Boyacá
- 2015
  - Vuelta a Boyacá
  - 2e de la Vuelta al Tolima
- 2016
  - 2e de la Vuelta a Boyacá
  - 3e du Tour de Colombie
- 2017
  - 2e étape du Tour de Colombie
  - 2e de la Vuelta a Boyacá
  - 2e de la Vuelta a Cundinamarca
- 2018
  -  Médaillée d'argent de la course sur route des Jeux sud-américains
- 2021
  -  Championne de Colombie sur route
  - Tour du Guatemala : 
    - Classement général
    - 1re et 3e étapes
- 2022
  - 2e du championnat de Colombie sur route

### Classements mondiaux
| Année                                 | 2014 | 2015 | 2016 | 2017 | 2018 | 2019 | 2020 | 2021 | 2022 |
| ------------------------------------- | ---- | ---- | ---- | ---- | ---- | ---- | ---- | ---- | ---- |
| Classement UCI                        | 385e | nc   | 646e | 268e | 575e | 593e | 509e | 132e | 318e |
|                                       |      |      |      |      |      |      |      |      |      |
| Légende : nc = non classéSource : UCI |      |      |      |      |      |      |      |      |      |

## Palmarès sur piste

### Championnats panaméricains
- Aguascalientes 2016
  -  Médaillée de bronze de l'omnium

### Jeux bolivariens
- Santa Marta 2017
  -  Médaillée d'or de la poursuite par équipes
  -  Médaillée d'argent de l'omnium

### Jeux d'Amérique centrale et des Caraïbes
- Barranquilla 2018
  -  Médaillée d'argent de la poursuite par équipes
  -  Médaillée d'argent de la course aux points

### Jeux sud-américains
- Cochabamba 2018
  -  Médaillée d'argent de l'omnium

### Championnats nationaux
- Championne de Colombie de la course aux points en 2011
- Championne de Colombie du scratch en 2010
- Championne de Colombie de l'omnium en 2010, 2011
- Medellín 2014
  -  Médaillée d'argent de la course aux points[1].
  -  Médaillée d'argent de l'omnium.
  -  Médaillée de bronze de la poursuite par équipes (avec Serika Gulumá, Milena Fagua et Angie Sanabria)[2].
- Cali 2015
  -  Médaillée d'argent de la poursuite par équipes (avec Serika Gulumá, Milena Fagua et Angie Sanabria).
  -  Médaillée d'argent de l'omnium.
- Medellín 2016
  -  Médaillée d'or de la course aux points[3].
  -  Médaillée d'or de l'omnium[4].
- Cali 2017
  -  Médaillée d'or de la course aux points[5].
  -  Médaillée d'argent de la course à l'américaine (avec Serika Gulumá)[6].
  -  Médaillée de bronze de l'omnium[7].
- Cali 2018
  -  Médaillée d'or de la course aux points[8].
  -  Médaillée de bronze de la poursuite par équipes (avec Angie Sanabria, Jessica Hurtado et Serika Gulumá)[9].
  -  Médaillée d'argent de la course scratch[10].
- Cali 2019
  -  Médaillée d'argent de la course aux points[11].
- Juegos Nacionales Cali 2019
  -  Médaillée d'argent de la course aux points des XXI Juegos Deportivos Nacionales[12].